# Karl Traugott Zeuner
Karl Traugott Zeuner, född den 28 april 1775 i Dresden, död den 24 januari 1841 i Paris, var en tysk pianist och tonsättare.
Zeuner var elev till Clementi, vilken han sedermera beledsagade på åtskilliga resor. Han komponerade en stråkkvartett, två pianokonserter och fantasier med mera.